# 도마냐노

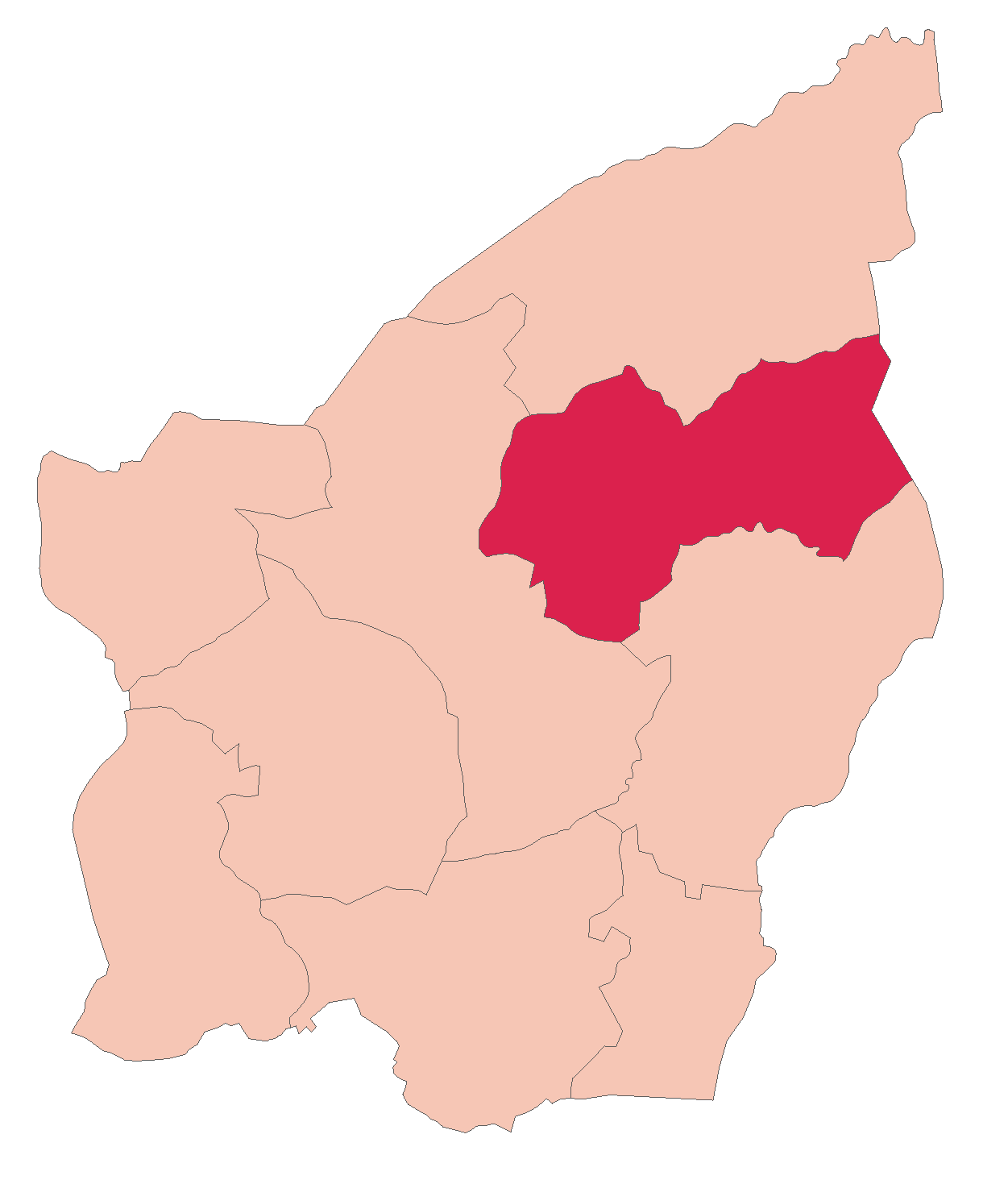
도마냐노의 위치

도마냐노(이탈리아어: Domagnano)는 산마리노의 지방자치체로 인구는 2,865명(2006년 기준), 면적은 6.62km2, 높이는 357m이다. 5개 마을을 관할하며 파에타노, 보르고마조레, 세라발레, 이탈리아 코리아노와 접한다.

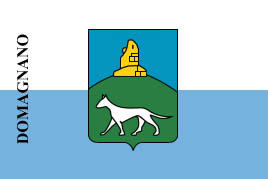
시기
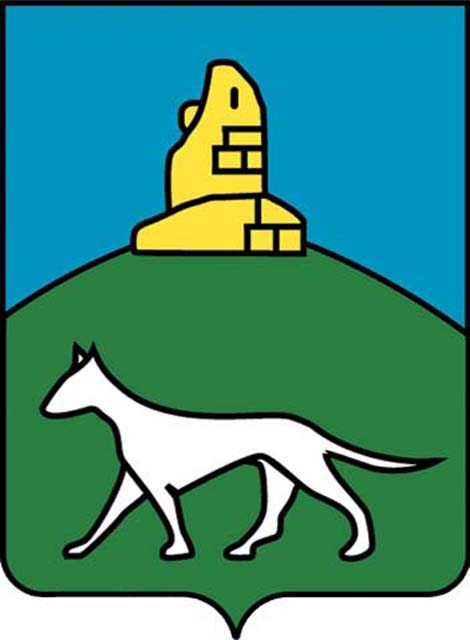
시 문장